# GRASS GIS
GRASS GIS (Geographic Resources Analysis Support System) је слободан софтвер, отвореног кода, географски информациони систем (ГИС) способан да манипулише растере, топологију, векторе те обрађује снимке и графику.
GRASS је објављен под ГНУ-овом општом јавном лиценцом (GPL), и може бити кориштен на више
рачунарских платформи, укључујући Mac OS X, Windows и Линукс. Корисници могу да користе програм кроз Графичко корисничко окружење (GUI) помоћу  Windows система или као потпрограм за Квантумов ГИС. Модулима се такође може приступити директно кроз модификовану верзију шкољке коју апликација покреће или позивањем појединих модула директно из омиљене шкољке (терминал, конзола) (посљедњи метод захтијева неке промјене корисничког окружења).
Задња верзија GRASS 6 издања уводи у употребу процесор 2D/3D вектора и подршку за анализу векторских мрежа. Информације се чувају у .dbf или SQL-базираним СУРБП као што су MySQL, PostgreSQL/PostGIS, и SQLite. Систем је у могућности да прикаже 3D векторску графику и воксел запремине.GRASS подржава широк обим растерских и векторских формата преко GDAL/OGR библиотеке, укључујући OGC (Open Geospatial Consortium) спецификацију простих особина ради интероператибилности са другим ГИС-овима. Такође подржава линеарни референтни систем.
GRASS има мултинационалниGRASS развојни тим људи са разних локација у свијету. GRASS је један од осам примарних пројеката ОСГео Фондације.

## Архитектура
подржава растерске и векторске податке у двије и три димензије. Векторски модел је тополошки, што значи да су области дефинисане границама и центроидом; границе се не могу преклапати у једном слоју. Ово је различито од OpenGIS спецификација простих особина, које слободније дефинишу векторе, више као не-геореференцирани вектори у програмима за илустрацију.
GRASS је пројектован као окружење у коме алати (модули) изводе специфичне ГИС операције . За разлику од типичног корисничког програма, након покретања GRASSа, корисник је суочен са модификованом Јуникс шкољком која подржава извршење GRASS-ових командних модула. Окружење садржава параметре као што су посматрани географски регион и картографска пројекција у употреби. Сви GRASS модули користе ову информацију а накнадно им се обезбјеђују други специфични параметри (као имена улазних и излазних мапа, или вриједности које се користе при рачуну) када се извршавају. Већина GRASS модула и могућности су доступни кроз графичко сучеље (обезбјеђено од GRASS модула), као алтернатива манипулисању географских података кроз шкољку. Постоји преко 300 основних GRASS модула укључених у GRASS програмско паковање, и преко 100 додатних модула које су урадили корисници и понуђени на GRASS веб-сајту. GRASS библиотеке и основни модули су писани у C, C++ и Питон програмским језицима; остали модули су писани у C, UNIX шкољки, Tcl, или у другим програмским језицима. GRASS модули су пројектовани под утицајем Јуникс филозофије тако да се комбиновањем једноставнијих скрипти могу створити комплекснији и специјализованији модули без стварног познавања програмирања.
GRASS 6.4.0 уводи нову генерацију графичког сучеља названо  Архивирано на веб-сајту  (27. јун 2009). wxGUI је дизајниран кориштењем Питон програмског језика и WxPython графичке библиотеке.
Постоји сарадња између GRASS-а и Квантум ГИС (QGIS). Новије верзије QGIS-a могу функционисати унутар GRASS окружења, дозвољавајући да QGIS буде једноставнији графички прилаз GRASS-у на начин који више подсјећа на остале графичке ГИС програме од јединственог приступа са командном линијом GRASS ГИС-а. Погледај илустрацију за примјер.
Такође постоји пројект ре-имплементације GRASS-а у  као .

## Историја
се константно развија од 1982 и укључује у развој велики број федералних агенција САД, универзитета, и приватних компанија. Основне компоненте GRASS-а је развио U.S. Army - Construction Engineering Research Laboratory (USA-CERL), подружница U.S. Army Corps of Engineers, у Шампању, Илиноис. USA-CERL је довршио своје посљедње издање GRASS-а као верзију 4.1 у 1992 години, и обезбједили пет ажурирања и закрпа до 1995. Они су такође урадили језгро GRASS-а 5.0 верзије са покретним зарезом.
Развој GRASS је почео USA-CERL да би удовољио потреби војске САД за програмом за управљање земљиштем и планирање заштите животне средине. кључни мотив био је National Environmental Policy Act. Развојна платформа био је Јуникс на VAX машинама. Током 1982 до 1995, USA-CERL је водио развој GRASS-а, са учешћем мноштва других, укључујући универзитете и друге владине агенције. USA-CERL је званично обуставио развој GRASS-а послије издања 4.1 (1995), али је развој био успорен још од 1993. Група формирана на Бејлор универзитету је преузела софтвер, издајући GRASS 4.2. У то доба је направљена и верзија за Линукс. У 1998, Markus Neteler, садашњи вођа пројекта, објављује издање GRASS 4.2.1, које је понудило многа унапређења, ново Графичко корисничко окружење. У октобру 1999, лиценца је промјењена у ГНУ-ова општој јавној лиценци од верзије 5.0.
Накнадно, GRASS је узнапредовао у моћан софтвер погодан за употребу у различитим областима научног истраживања.
GRASS се тренутно користи у академским и комерцијалним пословима широм свијета.
Развој GRASS-а је раздвојен у стабилни огранак (6.4) и експериментални огранак (7.0). Стабилна верзија је препоручена за већину корисника, док 7.0 верзија служи као експеримент за нове додатке.